# Pejiño
Pejiño, pseudonimo di Francisco Jesús Crespo García (Barbate, 29 luglio 1996), è un calciatore spagnolo, attaccante del Las Palmas.

## Carriera
Cresciuto nel settore giovanile del Cadice, inizia la sua carriera giocando in prestito con Los Barrios e Conil, entrambe nella quarta divisione spagnola. Rientrato alla base, viene aggregato alla seconda squadra, con cui totalizza 30 presenze e 13 reti nella División de Honor Andaluza. Nel 2017 viene acquistato dal Siviglia, venendo inizialmente aggregato alla terza squadra e l'anno successivo nella squadra riserve. Il 26 luglio 2018 ha esordito in prima squadra, disputando l'incontro dei turni preliminari di Europa League vinto per 4-0 contro l'Újpest; totalizza complessivamente tre presenze nei turni preliminari. Il 27 agosto 2020 firma un contratto biennale con il Las Palmas, in seconda divisione.

## Statistiche

### Presenze e reti nei club
Statistiche aggiornate al 27 novembre 2022.
| Stagione                 | Squadra                  | Campionato               | Campionato | Campionato | Coppe nazionali | Coppe nazionali | Coppe nazionali | Coppe continentali | Coppe continentali | Coppe continentali | Altre coppe | Altre coppe | Altre coppe | Totale | Totale |
| Stagione                 | Squadra                  | Comp                     | Pres       | Reti       | Comp            | Pres            | Reti            | Comp               | Pres               | Reti               | Comp        | Pres        | Reti        | Pres   | Reti   |
| ------------------------ | ------------------------ | ------------------------ | ---------- | ---------- | --------------- | --------------- | --------------- | ------------------ | ------------------ | ------------------ | ----------- | ----------- | ----------- | ------ | ------ |
| lug.-dic. 2015           | Los Barrios              | TD                       | 15         | 2          |                 | -               | -               |                    | -                  | -                  |             | -           | -           | 15     | 2      |
| gen.-giu. 2016           | Conil                    | TD                       | 7          | 2          |                 | -               | -               |                    | -                  | -                  |             | -           | -           | 7      | 2      |
| 2016-2017                | Cadice B                 | DH                       | 30         | 13         |                 | -               | -               |                    | -                  | -                  |             | -           | -           | 30     | 13     |
| 2017-2018                | Siviglia C               | TD                       | 25         | 8          |                 | -               | -               |                    | -                  | -                  |             | -           | -           | 25     | 8      |
| 2017-2018                | Siviglia Atlético        | SD                       | 2          | 0          |                 | -               | -               |                    | -                  | -                  |             | -           | -           | 2      | 0      |
| 2018-2019                | Siviglia Atlético        | SDB                      | 25         | 1          |                 | -               | -               |                    | -                  | -                  |             | -           | -           | 25     | 1      |
| 2019-2020                | Siviglia Atlético        | SDB                      | 21         | 3          |                 | -               | -               |                    | -                  | -                  |             | -           | -           | 21     | 3      |
| Totale Siviglia Atlético | Totale Siviglia Atlético | Totale Siviglia Atlético | 48         | 4          |                 | -               | -               |                    | -                  | -                  |             | -           | -           | 48     | 4      |
| 2018-2019                | Siviglia                 | PD                       | -          | -          | CR              | -               | -               | UEL                | 3                  | 0                  | SS          | -           | -           | 3      | 0      |
| 2020-2021                | Las Palmas               | SD                       | 21         | 4          | CR              | 0               | 0               |                    | -                  | -                  |             | -           | -           | 21     | 4      |
| 2021-2022                | Las Palmas               | SD                       | 14+2       | 5+0        | CR              | 0               | 0               |                    | -                  | -                  |             | -           | -           | 16     | 5      |
| 2022-2023                | Las Palmas               | SD                       | 11         | 2          | CR              | 1               | 1               |                    | -                  | -                  |             | -           | -           | 12     | 3      |
| Totale Las Palmas        | Totale Las Palmas        | Totale Las Palmas        | 46+2       | 11+0       |                 | 1               | 1               |                    | -                  | -                  |             | -           | -           | 49     | 12     |
| Totale carriera          | Totale carriera          | Totale carriera          | 173        | 40         |                 | 1               | 1               |                    | 3                  | 0                  |             | -           | -           | 177    | 41     |